# Remerscheid
Remerscheid ist eine Ortschaft in Engelskirchen im Oberbergischen Kreis im nordrhein-westfälischen Regierungsbezirk Köln in Deutschland.

## Lage und Beschreibung
Das Dorf liegt etwa drei Kilometer von Engelskirchen entfernt. Es ist über die Bundesautobahn 4 Köln-Olpe, Ausfahrt Engelskirchen, zu erreichen.

## Geschichte
Der Ort Remerscheid wurde urkundlich erstmals um 1535 als „Reymmerst“ erwähnt. Zu dieser Zeit finden sich hier in einer Steuerliste für das Kirchspiel Ründeroth sieben Steuerpflichtige.

## Sehenswürdigkeiten
Einige alte Fachwerkhäuser sind zu sehen, die teilweise bis 1733 zurückdatieren.
Südöstlich von Remerscheid befindet sich die Wallefelder Höhle (Katasternummer 4910/001). Sie ist etwa 120 Meter lang und gilt als geowissenschaftlich wertvoll. Bezüglich der Fauna gilt sie als bedeutendste Höhle im Oberbergischen Land. Es gibt dort mit sieben Arten eine große Anzahl schwärmender Fledermäuse. Sie ist das Natura 2000 Schutzgebiet DE-4910-301
Seit 1989 wird die Höhle durch den Arbeitskreis Kluterthöhle erforscht. Inzwischen wurde das Grundstück durch den Arbeitskreis Kluterthöhle erworben, um den dauerhaften Schutz des Geotops sicherzustellen. 2011 wurde die Höhle durch Neuentdeckungen mehr als verdoppelt. 2012 wurde die Höhle komplett neu vermessen.
Die Höhle ist verschlossen und kann nur von außen besichtigt werden.

## Persönlichkeiten
Der expressionistische Maler Fritz Schaefler geb. am 31. Dezember 1888 in Eschau/Spessart gest. 24. April 1954 in Köln, wohnte und arbeitete zeitweise ab 1942 bis zu seinem Tode in Remerscheid.

## Wirtschaft und Industrie
- Imkerei Honigschleckerbär

- Landhandel Buhl
- Nor-Antik-Ofen (Handel mit norwegischen Antiköfen)
- Legehennen-Farm der Firma Kirschbaum Futtermittel
- Erd- und Tiefbau Firma A. Mertens
- Lichtfieber e.K. Werbetechnik- & Designmanufaktur
- „Zu den Vier Linden“ (Griechisches Restaurant im Ortsinneren)

## Freizeit
Rund um Remerscheid verlaufen Wanderwege. Wald und Wiesen charakterisieren die naturnahe Ortschaft, eine eigene Quelle versorgt einen Großteil der Einwohner.
Eine Speise-Gaststätte mit Kegelbahn ist vorhanden. Fußläufig angrenzend an Remerscheid befindet sich das Naturfreibad „Wallefeld“, welches von der Dorfgemeinschaft eigenständig verwaltet und als Verein betrieben wird.

## Tradition

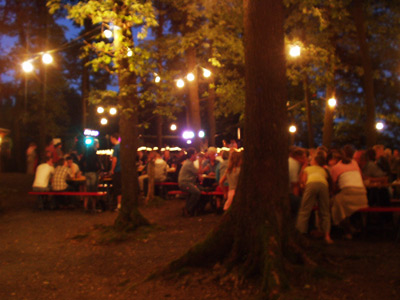
Waldfest in Remerscheid 2007

Die Jugend von Remerscheid veranstaltet seit mehreren Generationen am Pfingstsamstag das Eiersingen. Dabei werden Eier und Geld für das Kinderdorf Bethanien in Lustheide gesammelt und die Jugend wird dafür an jedem Haus mit einem kleinen Aperitif begrüßt.

### Vereinswesen
- Der Verschönerungsverein Remerscheid veranstaltet u. a. das Osterfeuer am Waldfestplatz, Kürbisschnitzen zu Halloween, das St. Martinsfeuer mit Laternenumzug der Kinder und den Weihnachtsmarkt im Eichenwald.

## Bus und Bahnverbindungen

### Linienbus
Haltestellen: Remerscheid und Breslauer Straße
- 317 Gummersbach – Ründeroth (OVAG)